# Жак Сантер
Жак Сентер (фр. Jacques Santer; Васербилиг, 18. мај 1937) је луксембуршки политичар.
Био је министар финансија Луксембурга од 1979. године до 1989. године и премијер Луксембурга од 1984. године до 1995. године као члан Хришћанске социјалистичке народне партије.